# Leptoperilissus areolaris
Leptoperilissus areolaris är en stekelart som först beskrevs av Hedwig 1957.  Leptoperilissus areolaris ingår i släktet Leptoperilissus och familjen brokparasitsteklar. Inga underarter finns listade i Catalogue of Life.